# Lê Nhân Tông
Lê Nhân Tông (* 1441; † 1459; eigentlicher Name: Lê Bang Cơ) war Kaiser Vietnams der Lê-Dynastie. Er kam als Kind auf den Thron. Seine Politik war stark von den Fürsten des Kaiserreichs und der Regentschaft seiner Mutter Nguyen Thi Anh geprägt. Er kam achtzehnjährig bei einer Palastrevolte seines Halbbruders zu Tode.

## Herrschaft
Le Nhan Tong kam nach dem Tod seines Vaters Lê Thái Tông als Einjähriger auf den Thron. Seine Mutter Nguyen Thi Anh sollte als Regentin den Kaiser bis zum Alter von zwölf Jahren vertreten. Die wahre Macht im Staat lag bei den adligen und in die Familie eingebürgerten Generälen Lê Lợis, die selbst ihre eigenen Clanstrukturen vertraten. Besondere Macht am Hof genossen Le Kha und Le Thu. Diese konnten die Konkurrenten Le Boi und Le Liet aus dem Zentrum der Macht verdrängen und bildeten mit Le Khac Phuc einen Machtblock der den Hof kontrollierte. Ihnen gelang im Jahr 1449 ein militärischer Sieg über Champa. Sie eroberten die Hauptstadt Vijaya und töteten den König welchen sie durch einen seiner Brüder ersetzten.
Le Than Tong galt an seinem Hof als junger Mann mit Potential einen guten König abzugeben. Ihm fehlte es jedoch an Beratern und einer eigenen Hausmacht. Er wurde 1459 bei einem Komplott seines Halbbruders Lê Nghi Dân unter Beteiligung der Palastwache ermordet, Le Nghi Danh rief sich selbst zum Kaiser aus. Er wurde nach wenigen Monaten auf Betreiben der Fürsten Le Liet und Le Xi gestürzt und getötet und durch Lê Thánh Tông, den jüngsten Sohn von Lê Thái Tông ersetzt.